# Barcelone – Parc au crépuscule
Barcelone – Parc au crépuscule je francouzský němý film z roku 1904. Režisérem je Segundo de Chomón (1861–1938). Film trvá zhruba 2 minuty.

## Děj
Film zachycuje za soumraku park ve španělském městě Barcelona.